# جزيرة بيسينغ
جزيرة بيسينغ وهي جزيرة من جزر إندونيسيا، وتقع في إقليم كالمنتان الشرقية.